# Bernd Lembeck
Bernd Lembeck (* 31. August 1895 in Düsseldorf; † nach 1961) war ein deutscher nationalsozialistischer Schriftsteller und Publizist.

## Leben
Bernd Lembeck wurde Mitarbeiter und schließlich Redakteur bei der frühen Wochenillustrierten der NSDAP mit dem Titel Illustrierter Beobachter und bei der nationalsozialistischen Satire-Zeitschrift Die Brennessel, wo er auch unter dem Pseudonym Pidder Lüng veröffentlichte. Zum 1. Oktober 1930 trat Lembeck der NSDAP bei (Mitgliedsnummer 327.003).
Im Jahre 1936 wurde Lembeck in den „Kulturkreis der SA“ berufen. Lembeck wohnte zeitweilig in München und ließ sich später in Fischbachau nieder. Dem zeitgenössischen Literaturhistoriker Hans Henning zufolge gehörte Bernd Lembeck, der 1940 den Rang SA-Sturmführer erreicht hatte, zu den beliebten „Kämpferdichtern“ der NS-Bewegung. Nach dem Unfalltod des Gauleiters und Bayerischen Kultusministers Hans Schemm veröffentlichte Lembeck dessen Biographie.
Lembeck wurde nach Ende des Zweiten Weltkrieges in der Sowjetischen Besatzungszone auf die Liste jener Autoren gesetzt, „deren gesamte Produktion endgültig zu entfernen ist“.

## Publikationen
- National-Sozialismus, zus. mit Martin Löpelmann, 1931
- Der Kampfspiegel, Gedichte um die deutsche Revolution, 1936
- Hans Schemm. Ein Leben für Deutschland, Biographie, 1936
- Suru und die Elefanten: ein Bilderbuch für kleine und große Tiere, illustriert von Hans Jörg Schuster, 1961